# Matra MS6
Der Matra MS6 war ein Formel-2-Rennwagen aus dem Jahre 1966.

## Entwicklungsgeschichte
Die MS6 wurden 1966 von Matra International in der Formel 2 eingesetzt. Matra International wurde von Ken Tyrrell geleitet und das Ziel war die Vorherrschaft der Brabham-Formel-2-Wagen zu brechen. Die MS6 entsprachen in ihrer Konfiguration den Matra MS5 aus der Formel 3. In manchen Quellen werden die Formel-2-Matras daher auch als MS5 bezeichnet. Offiziell wurde bei Matra jedoch die Typisierung MS6 verwendet, um die Fahrzeuge unterscheiden zu können.
Der Wagen hatte ein stabiles Fahrgestell und Matra International verwendete ein Cosworth-Aggregat als Motor. Einige Privatiers – der Wagen wurde auch an Privatteams verkauft – vertrauten auf B.R.M.-Triebwerke.

## Renngeschichte
Bis zum letzten Rennen der Saison gewannen nur Brabham-Fahrzeuge. Erst beim letzten Lauf des Jahres gab es den ersten Matra-Sieg. Beim Großen Preis von Deutschland am Nürburgring wurde das Starterfeld durch Formel-2-Wagen ergänzt. Die Wertung in dieser Rennformel endete mit einem Dreifachsieg der MS6. Jean-Pierre Beltoise siegte vor Hubert Hahne und Jo Schlesser.
1967 gelang Jackie Icks der Gewinn der Formel 2 Europa-Meisterschaft auf Matra. Jean-Pierre Beltoise wiederholte diesen Erfolg 1968.